# James Iredell
James Iredell (ur. 5 października 1751 roku w Lewes w Anglii – zm. 20 października 1799 roku) to amerykański prawnik.
Prezydent George Washington mianował go 8 lutego 1790 roku jednym z pierwszych sędziów Sądu Najwyższego Stanów Zjednoczonych. Dwa dni później jego kandydatura uzyskała akceptację Senatu. Funkcję sędziego Sądu Najwyższego sprawował przez ponad 9 lat, do śmierci 20 października 1799 roku.